# Еванс (Нью-Йорк)
Еванс (англ. Evans) — місто (англ. town) в США, в окрузі Ері штату Нью-Йорк. Населення — 15 308 осіб (2020).

## Демографія
Згідно з переписом 2010 року, у місті мешкало 16 356 осіб у 6669 домогосподарствах у складі 4438 родин. Було 7696 помешкань
Расовий склад населення:
| - 96,4 % — білих - 1,2 % — корінних американців - 0,7 % — чорних або афроамериканців - 0,2 % — азіатів |

До двох чи більше рас належало 1,2 %. Частка іспаномовних становила 1,8 % від усіх жителів.
За віковим діапазоном населення розподілялося таким чином: 21,1 % — особи молодші 18 років, 64,5 % — особи у віці 18—64 років, 14,4 % — особи у віці 65 років та старші. Медіана віку мешканця становила 43,7 року. На 100 осіб жіночої статі у місті припадало 96,6 чоловіків;  на 100 жінок у віці від 18 років та старших — 94,1 чоловіків також старших 18 років.
Середній дохід на одне домашнє господарство  становив 72 216 доларів США (медіана — 60 911), а середній дохід на одну сім'ю — 87 528 доларів (медіана — 78 045). Медіана доходів становила 52 574 долари для чоловіків та 35 541 долар для жінок. За межею бідності перебувало 11,1 % осіб, у тому числі 16,5 % дітей у віці до 18 років та 8,6 % осіб у віці 65 років та старших.
Цивільне працевлаштоване населення становило 8338 осіб. Основні галузі зайнятості: освіта, охорона здоров'я та соціальна допомога — 25,8 %, роздрібна торгівля — 13,6 %, виробництво — 12,6 %.